# Juan Carlos Corazzo
Juan Carlos Corazzo (Montevidéu, 14 de dezembro de 1907 – 12 de janeiro de 1986) foi um futebolista e treinador de futebol uruguaio.

## Carreira

### Como jogador
Como jogador, atuou como meio-campista, debutando em 1925 no pequeno Sud América, chegando a integrar a Seleção Uruguaia em duas partidas, ambas em 1928. Três anos depois, transferiu-se para o futebol argentino. Inicialmente no Racing, logo passou ao arquirrival Independiente, onde ficou até 1937, ano em que encerrou a carreira depois de 191 jogos pelo Rojo de Avellaneda, saindo como um dos maiores ídolos do clube apesar da falta de títulos.

### Como treinador
Obteve mais sucesso como técnico, treinando a Celeste em quatro diferentes passagens. Conquistou com seu país dois Sul-Americanos, o Extra de 1959 e o de 1967[carece de fontes?]. Neste último, treinou seu futuro genro, Pablo Forlán. Corazzo, que treinou o Uruguai também na Copa do Mundo de 1962, é também o avô de Diego Forlán, filho de Pablo e, curiosamente, outro grande ídolo do Independiente sem troféus pela equipe.